# Túpolev Tu-142
El Tupolev Tu-142 (en ruso: Туполев Ту-142, designación USAF/DoD: Tipo 40, designación OTAN: Bear F / J) es un avión de patrulla marítima y de guerra antisubmarina propulsado por turbohélices, fabricado por Túpolev en la Unión Soviética. Está basado en el bombardero estratégico Tupolev Tu-95. Una variante de comunicaciones especializada designada Tu-142MR fue encargada de tareas de comunicaciones de largo alcance con los submarinos soviéticos de misiles balísticos. El Tu-142 fue diseñado por la oficina de diseño de Tupolev y fabricado por la Kuibyshev Aviation y Taganrog Machinery Plants desde 1968 hasta 1994. Anteriormente operado por la Armada Soviética y la Fuerza Aérea de Ucrania, el Tu-142 actualmente sirve con la Armada Rusa.
Desarrollado en respuesta al programa estadounidense Polaris, el Tu-142 surgió de la necesidad de una plataforma soviética viable ASW. Sucedió el proyecto muerto de Tu-95PLO, el primer intento de Tupolev de modificar el Tu-95 para uso marítimo. El Tu-142 se diferenciaba del Tu-95 por tener un fuselaje estirado para acomodar equipos especializados para su ASW y funciones de vigilancia, un tren de aterrizaje reforzado para soportar la capacidad de campo rudo, aviónica y armas mejoradas y mejoras en el rendimiento general. La capacidad del Tu-142 se mejoró de forma incremental mientras que el tipo estaba en servicio, resultando finalmente en el Tu-142MZ, el último Tu-142 de largo alcance con aviónica de combate altamente sofisticada y una gran carga útil. Tupolev también convirtió un número de Tu-142 como aviónica (Tu-142MP) y motor (Tu-142LL) bancos de pruebas.

## Diseño y desarrollo

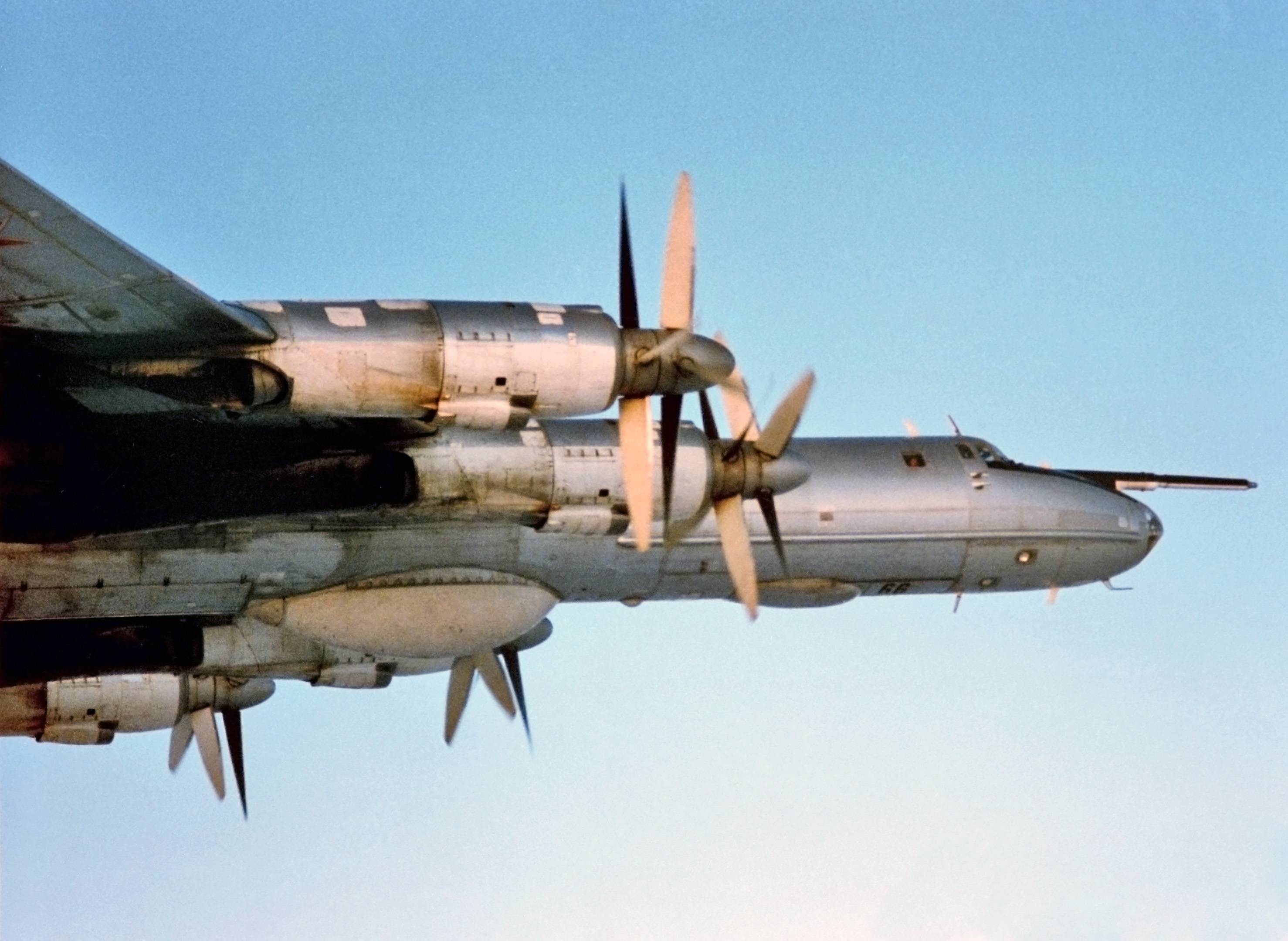
Detalle de los sistemas de detección de un Tu-142M3 Bear F.

Aunque fue diseñado originalmente como una aeronave de patrulla marítima que apoyase a los aviones Bear D y al Ilyushin Il-38, el Bear F acabó convirtiéndose en la primera aeronave preparada para tareas de guerra antisubmarina de la Armada Soviética durante la Guerra Fría. Las variantes de guerra antisubmarina, fueron designadas como Tu-142M2 (Bear F Mod 2), Tu-142M3 (Bear F Mod 3), y Tu-142M4 (Bear F Mod 4). 
El Tu-142MR (Bear J) fue una variante del Bear F, modificado para ser empleado como soporte a las telecomunicaciones de submarinos, así como puesto de mando avanzado, control y comunicaciones.
Esta propulsado por cuatro motores Kuznetsov NK-12 equipados con hélices contrarrotatorias, con una potencia nominal de 8.948 kW de potencia.

## Usuarios
India

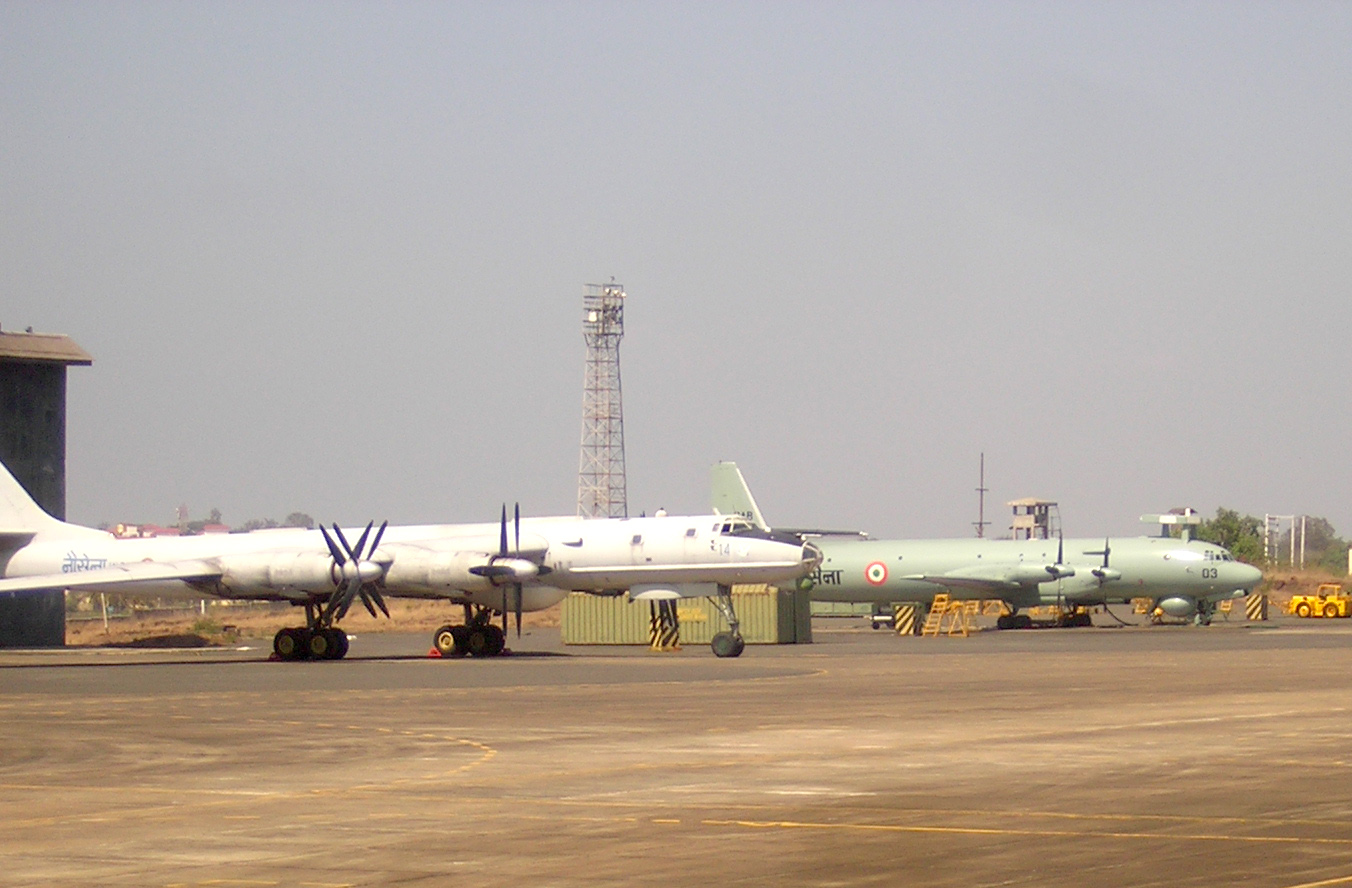
Tu-142 de la Armada India.

- Armada India - recibió ocho Tu-142.

 Rusia
- Armada Rusa - dado de baja en 2017. 15 originalmente.

Antiguos usuarios
 Unión Soviética
- Armada Soviética - Transferidos a Rusia.

 Ucrania
- Fuerza Aérea Ucraniana

### Desarrollos relacionados
- Tupolev Tu-114
- Tupolev Tu-116
- Tupolev Tu-119
- Tupolev Tu-126

### Aeronaves similares
- Lockheed P-3 Orion
- Avro Shackleton
- Breguet Atlantique
- Hawker Siddeley Nimrod
- Ilyushin Il-38